# Dr. Fuchs
Dr. Fuchs (* 27. November 1978 in Regensburg; bürgerlich Tarık Gamert), ist ein türkischer Rap-Musiker.

## Karriere
Er gründete mit seinem Freund Drop in Bakırköy eine Gruppe namens Uçan Silahlar. Mit seinen harten Worten; Sie waren ein Team, das den G-Style in den Underground forcierte. In einigen Demos, die sie veröffentlichten, schickten sie harte Botschaften an Karakan.
Infolge des Zusammenhalts der Underground-Hip-Hop-Community in Istanbul gab es Mitte der neunziger Jahre einige Veränderungen in den Gruppen, die in Bereichen wie Rap, Graffiti und Breakdance tätig waren. Es gab personelle Veränderungen, Neugründungen oder Kooperationen. Eines der entscheidenden Ereignisse dieser Zeit fand in Flying Weapons statt. Als Fuchs Ceza in den Schießbuden entdeckte, gab er ihm die Möglichkeit, in seiner eigenen Gruppe zu rappen, und nahm Ceza in die Gruppe auf. Danach verließ Drop die Gruppe aus einem besonderen Grund und Uçan Silahlar löste sich auf. 1998 war Fuchs Mitbegründer von Hate with Punishment. Es gelang ihm, sich in dem Compilation-Album „Underground Operation“ abzuheben. Die Gruppe veröffentlichte 2000 das Album Majlis-i Ala Istanbul und 2001 das Album Nefret: Key. Mit seinem Erfolg in Nefret machte Fuchs die Gruppe in der ganzen Türkei bekannt und machte Hip-Hop bei jungen Leuten populär. Er begann 2005 mit der Umsetzung seines eigenen Projekts Istanbul Attack (Istanbul Attack wurde später ins Leben gerufen). Er sammelte talentierte junge Menschen innerhalb der Gruppe und gab ihnen die Möglichkeit, sich weiterzuentwickeln.
Fuchs trat 2002 zum Militär ein. In der Zwischenzeit veröffentlichte Ceza das von Sagopa Kajmer produzierte Album Med Cezir. Danach löste sich die Hate-Gruppe auf. Nach der Veröffentlichung des Albums „Huzur N Darem“ im Jahr 2004 unter der Produktion von Sagopa Kajmer, Dr. Fuchs, Spitzname Dr. Er packte seine Band aus und trat als Fuchs auf. 2005 eröffneten Sagopa Kajmer und Ceza aufgrund einiger Probleme. Aber Fuchs ergriff in diesem Kampf keine Partei. Während all dies geschah, realisierte er sein Projekt Istanbul Attack, das er zuvor im Sinn hatte. Er produzierte Songs im R&B-Stil mit den MCs, die er unter dem Dach von Istanbul Attack vereinte. Darüber hinaus produzierte die Gruppe auch eine Sendung namens „Listen to my Rap“ auf Smart TV und veröffentlichte schließlich am 1. Januar 2008 einen Song namens „Serkeş“. In der Zwischenzeit bereitete Fuchs, der seine Soloarbeit fortsetzte, Soundtracks für viele Filme und Werbespots vor.
2008 veröffentlichte er das Album „Selam“. 2009 beschloss er, die Gruppe Punishment and Hate zu gründen, aber die Fusion fand nicht statt. 2010 veröffentlichte er seine EP „Desert Fox“. 2012 begegnete er sich im Song „Cold Season with Punishment“ auf Massakas Album.
2012 wurde "Dr." Fuchs fügte seinem Pseudonym seinen Titel hinzu, kehrte mit dem Lied "Ne Wants (1st Cemre)" an sein Mikrofon zurück und veröffentlichte nach diesem Stück Thoughts (2nd Cemre). In Fortsetzung seiner Einzel- und Mehrfachstudien ist Dr. Fuchs appellierte an Sagopa Kajmer um Frieden. 2013 gründete er das Musikstudio „Tilki Sound“. Am 16. Juni 2015 wurde die letzte Station der Cemre-Reihe, ihr wisst schon (3. Cemre), im Internet veröffentlicht und setzte der Cemre-Reihe ein Ende. Einen Tag nach diesem Lied veröffentlichte sein alter Freund Sagopa Kajmer das Lied I don't know. Am 20. Juni 2015 hat Dr. Fuchs veröffentlichte das Lied You Should Know, das einen Aufruf zum Frieden enthält. Die gesamte türkische Rap-Community war von diesen Ereignissen begeistert, aber Sagopa Kajmer lehnte den Aufruf zum Frieden ab. Am 7. Oktober 2016 veröffentlichte er mit dem von ihm gegründeten Label Rhymeonmusic sein Album mit dem Titel Everything Whatever Everything. In seinen Reden sagte er, dass er das zweite Album von Huzur N Darem veröffentlichen würde, von dem das erste 2004 veröffentlicht wurde, 2017 das zweite Album von Huzur N Darem. Am 2. Juni 2022 trafen sie sich in einem Song auf dem Album Paper Cuts wieder, das sie zusammen mit Sagopa Kajmer produzierten.

## Leben
Er verlor seinen Vater in jungen Jahren. Er kehrte 1986 aus Deutschland, wo er 1978 geboren wurde, in die Türkei zurück. Fuchs hat am 1. September 2014 geheiratet. Er lebt in den Niederlanden. Er unterstützt das Team von Beşiktaş. Seine Heimatstadt ist der Bezirk Derepazarı in Rize.

## Diskografie
Alben
- 1999: Yeraltı Operasyonu
- 2000: Meclis-i Âlâ: İstanbul
- 2001: Anahtar
- 2004: Huzur N Darem
- 2006: İstanbul Geceleri
- 2008: Selam
- 2010: Çöl Tilkisi EP
- 2016: Her Şeye Rağmen
- 2017: Huzur N Darem 2
- 2019: Efsane

Singles
- 2012: 1. Cemre (Ne İstiyor)
- 2012: 2. Cemre (Düşünceler)
- 2015: 3. Cemre (Biliyor musun)
- 2015: Bilmelisin
- 2020: Durmam
- 2022: Kağıt Kesikleri